# Xibe
Gli Xibe (ᠰᡞᠪᡝ, sibe; in cinese, 錫伯 Xībó) sono un gruppo etnico facente parte dei 56 gruppi etnici riconosciuti ufficialmente dalla Repubblica popolare cinese. Vivono principalmente nella regione di Xinjiang. Originariamente gli Xibe vivevano intorno al fiume Nonni. Sono uno dei nove popoli sconfitti dall'imperatore Nurhaci nella battaglia di Gure del 1593. Furono sotto la dominazione dei khorchin mongoli anche quando questi furono assimilati alla dinastia Qing.
Gli Xibe ebbero i primi contatti diretti con i cinesi quando la dinastia cominciò le campagne militari contro i russi. Gli Xibe diedero un notevole supporto logistico. Nel 1692 furono incorporati nelle Otto Bandiere (divisioni amministrative della Manciuria) e si stabilirono a Qiqihar e in altre città della Manciuria.
Dopo aver conquistato il Turkestan Orientale, l'imperatore Qianlong presidiò parte del territorio Xibe (1764) per difendere la nuova frontiera. Nacque la Regione Autonoma di Qapqal.
Gli Xibe nel nord-est della Cina parlano il cinese come lingua madre. In Xinjiang, i discendenti della regione di Qapqal hanno invece conservato il loro linguaggio nativo, considerato oggi un dialetto della lingua mancese. Usano l'alfabeto Xibe, una forma di alfabeto mancese revisionato.
Gli Xibe credono di essere discendenti dei Xianbei.
La professoressa di storia cinese Pamela Kyle Crossley del Dartmouth College, con sede ad Hanover (New Hampshire), asserisce che i Russi abbiano coniato il termine Siberia proprio per l'avvento dei Sibe/Xibe.